# La scatola nera (album)
La scatola nera è un album in studio del rapper italiano Mistaman e del DJ italiano Roc-Beats aka DJ Shocca, pubblicato il 29 febbraio 2012 dalla Unlimited Struggle e dalla Propaganda Records.

## Il disco
Anticipato il 6 febbraio dal videoclip del brano Real Classic Shit, si tratta della prima pubblicazione dei due artisti dai tempi di Colpi in aria, uscito nel 2001.
Interamente prodotto da Roc-Beats, nell'album è presente anche il brano Vero, realizzato in collaborazione con il rapper Ghemon.

## Tracce
1. La scatola nera – 1:18
2. Real Classic Shit – 3:50
3. Il mondo al contrario – 3:17
4. La terza guerra mondiale – 3:42
5. Secondo a nessuno – 3:21
6. MC – 3:48
7. Troppo e poco – 3:48
8. Stagioni – 3:38
9. Vero (feat. Ghemon) – 3:56
10. 100% – 3:28